# Motomondiale 2020
Il Motomondiale 2020 è stata la settantaduesima edizione del motomondiale.

## Il calendario
Il Gran Premio del Qatar, prima prova della stagione, venne annullato per la sola classe MotoGP a causa della pandemia di COVID-19. Il Gran Premio di Thailandia, invece, previsto per il 22 marzo, fu rinviato al 4 ottobre per la stessa emergenza, anticipando di una settimana il Gran Premio d'Aragona, inizialmente programmato per il 27 settembre, ma, in seguito, rinviato al 18 ottobre; i Gran Premi delle Americhe e d'Argentina, previsti per il 5 e il 19 aprile, per lo stesso motivo furono rinviati tra il 15 e il 22 novembre, posticipando di due settimane il Gran Premio motociclistico della Comunità Valenciana, riprogrammato per il 29 novembre (che però, poi, tornerà alla data originaria del 15 novembre). Il 26 marzo viene rinviato a data da destinarsi anche il GP di Spagna (poi inserito per il 19 luglio) e il 2 aprile quello di Francia (poi fissato l'11 ottobre).
Il 7 aprile vennero rinviati a data da destinarsi anche i GP d'Italia e di Catalogna (la cui data definitiva sarà il 27 settembre). Il 29 aprile furono cancellati i GP di Germania, Olanda (per la prima volta dall'istituzione del motomondiale) e Finlandia, con quest'ultimo che sarebbe tornato in calendario dopo trentotto anni di assenza. Il 29 maggio furono, inoltre, cancellati i GP di Gran Bretagna e Australia, seguiti il 1º giugno da quello del Giappone, il 10 giugno da quello d'Italia e il 10 luglio da quello delle Americhe, con quest'ultimo inizialmente rinviato a data da destinarsi. Il 31 luglio furono annullati i GP di Thailandia, Argentina e Malesia. Il 10 agosto venne aggiunto il Gran Premio del Portogallo, che si disputerà il 22 novembre sul circuito di Portimão.
Dato il considerevole numero di eventi cancellati, furono inseriti alcuni Gran Premi di nuova istituzione da disputare su circuiti già presenti in calendario nei fine settimana successivi a quelli dei Gran Premi canonici e questi furono: il Gran Premio di Andalusia il 26 luglio, il Gran Premio di Stiria il 23 agosto, il Gran Premio dell'Emilia-Romagna e della Riviera di Rimini il 20 settembre e il Gran Premio di Teruel il 25 ottobre. Per l'8 novembre era in programma il Gran Premio d'Europa sul circuito di Valencia, una settimana prima del Gran Premio già presente in calendario sullo stesso circuito.
| Data         | Gran Premio                                      | Circuito         | Vincitore MotoGP  | Vincitore Moto2   | Vincitore Moto3  | Vincitore MotoE    | Resoconto |
| ------------ | ------------------------------------------------ | ---------------- | ----------------- | ----------------- | ---------------- | ------------------ | --------- |
| 8 marzo      | GP del Qatar                                     | Losail           | -                 | Tetsuta Nagashima | Albert Arenas    | -                  | Resoconto |
| 19 luglio    | GP di Spagna                                     | Jerez            | Fabio Quartararo  | Luca Marini       | Albert Arenas    | Eric Granado       | Resoconto |
| 26 luglio    | GP di Andalusia                                  | Jerez            | Fabio Quartararo  | Enea Bastianini   | Tatsuki Suzuki   | Dominique Aegerter | Resoconto |
| 9 agosto     | GP della Repubblica Ceca                         | Brno             | Brad Binder       | Enea Bastianini   | Dennis Foggia    | -                  | Resoconto |
| 16 agosto    | GP d'Austria                                     | Spielberg        | Andrea Dovizioso  | Jorge Martín      | Albert Arenas    | -                  | Resoconto |
| 23 agosto    | GP di Stiria                                     | Spielberg        | Miguel Oliveira   | Marco Bezzecchi   | Celestino Vietti | -                  | Resoconto |
| 13 settembre | GP di San Marino e della Riviera di Rimini       | Misano Adriatico | Franco Morbidelli | Luca Marini       | John McPhee      | Matteo Ferrari     | Resoconto |
| 20 settembre | GP dell'Emilia-Romagna e della Riviera di Rimini | Misano Adriatico | Maverick Viñales  | Enea Bastianini   | Romano Fenati    | Dominique Aegerter | Resoconto |
| 20 settembre | GP dell'Emilia-Romagna e della Riviera di Rimini | Misano Adriatico | Maverick Viñales  | Enea Bastianini   | Romano Fenati    | Matteo Ferrari     | Resoconto |
| 27 settembre | GP di Catalogna                                  | Catalogna        | Fabio Quartararo  | Luca Marini       | Darryn Binder    | -                  | Resoconto |
| 11 ottobre   | GP di Francia                                    | Le Mans          | Danilo Petrucci   | Sam Lowes         | Celestino Vietti | Jordi Torres       | Resoconto |
| 11 ottobre   | GP di Francia                                    | Le Mans          | Danilo Petrucci   | Sam Lowes         | Celestino Vietti | Niki Tuuli         | Resoconto |
| 18 ottobre   | GP d'Aragona                                     | Aragón           | Álex Rins         | Sam Lowes         | Jaume Masià      | -                  | Resoconto |
| 25 ottobre   | GP di Teruel                                     | Aragón           | Franco Morbidelli | Sam Lowes         | Jaume Masià      | -                  | Resoconto |
| 8 novembre   | GP d'Europa                                      | Valencia         | Joan Mir          | Marco Bezzecchi   | Raúl Fernández   | -                  | Resoconto |
| 15 novembre  | GP della Comunità Valenciana                     | Valencia         | Franco Morbidelli | Jorge Martín      | Tony Arbolino    | -                  | Resoconto |
| 22 novembre  | GP del Portogallo                                | Portimão         | Miguel Oliveira   | Remy Gardner      | Raúl Fernández   | -                  | Resoconto |

## Sistema di punteggio e legenda
| Pos.  | 1  | 2  | 3  | 4  | 5  | 6  | 7 | 8 | 9 | 10 | 11 | 12 | 13 | 14 | 15 | 16 > |
| ----- | -- | -- | -- | -- | -- | -- | - | - | - | -- | -- | -- | -- | -- | -- | ---- |
| Punti | 25 | 20 | 16 | 13 | 11 | 10 | 9 | 8 | 7 | 6  | 5  | 4  | 3  | 2  | 1  | 0    |

## Le classi

### MotoGP
La stagione 2020 vede il ritiro del 5 volte iridato Jorge Lorenzo, dopo 18 stagioni consecutive di presenza nel Motomondiale. Il suo posto nel team Repsol Honda viene preso dal campione in carica della Moto2 Álex Márquez, dove affianca il fratello Marc Márquez. Anche il team ufficiale KTM fa debuttare il sudafricano Brad Binder, secondo classificato nella Moto2 l'anno precedente alle spalle di Márquez, mentre l'Aprilia, complice la sospensione di Andrea Iannone per doping, si ritrova costretta a sostituirlo momentaneamente con Bradley Smith. Per quanto riguarda i team cosiddetti "satellite", il team Esponsorama accoglie Johann Zarco, mentre il posto di Hafizh Syahrin nel team Tech 3 viene preso dal debuttante Iker Lecuona.
Nella prima gara in Spagna il vincitore dei precedenti quattro titoli Marc Márquez ha una brutta caduta, dove rimedia la frattura dell'omero del braccio destro, la quale porterà alla sua assenza per l'intera stagione. Questo evento ricopre di velleità iridate una moltitudine di piloti, tra i quali riesce a spuntarla il pilota Suzuki Joan Mir, al suo secondo anno nella categoria. Mir vince il mondiale nonostante la vittoria del solo Gran Premio d'Europa, ma a fronte di una costante presenza sul podio con 3 secondi posti e 3 terzi posti in 14 gare disputate. 
Gli avversari principali di Mir si rifanno nei due piloti di Petronas Yamaha, Fabio Quartararo e Franco Morbidelli, entrambi vincitori in 3 occasioni. Il francese, nonostante la vittoria delle prime due gare disputate, ha una flessione nella seconda parte di campionato che lo porta all'ottavo posto finale in graduatoria, mentre il pilota italiano, nonostante una seconda parte di stagione in crescendo, non riesce a superare il pilota maiorchino.
La stagione è stata caratterizzata dall'alto numero di vincitori di gare: ben 9, record condiviso con l'edizione della classe del 2016, ma a fronte di un minor numero di prove (14 contro le 18 del 2016). Oltre a Morbidelli e Quartararo, riesce a ottenere vittorie plurime anche Miguel Oliveira (2), mentre gli altri vincitori di gare singole sono stati Binder (primo debuttante a vincere una gara dai tempi di Marc Marquez nel 2013), Andrea Dovizioso, Maverick Viñales, Danilo Petrucci e Álex Rins.
La Ducati vince il titolo costruttori, nonostante la Yamaha avesse fatto più punti, ma è stata penalizzata di 50 punti per non aver rispettato il protocollo MSMA relativo alle modifiche tecniche dei motori. Terzo posto per la Suzuki, che vince però il titolo a squadre per via dei risultati del campione Mir e di Rins, terzo classificato.

#### Classifica piloti (prime 5 posizioni)
| Pos. | Pilota            | Moto   |    |     |     |     |     |    |    |    |     |     |    |    |    |   |     | P.ti |
| ---- | ----------------- | ------ | -- | --- | --- | --- | --- | -- | -- | -- | --- | --- | -- | -- | -- | - | --- | ---- |
| 1    | Joan Mir          | Suzuki | NE | Rit | 5   | Rit | 2   | 4  | 3  | 2  | 2   | 11  | 3  | 3  | 1  | 7 | Rit | 171  |
| 2    | Franco Morbidelli | Yamaha | NE | 5   | Rit | 2   | Rit | 15 | 1  | 9  | 4   | Rit | 6  | 1  | 11 | 1 | 3   | 158  |
| 3    | Álex Rins         | Suzuki | NE | NP  | 10  | 4   | Rit | 6  | 5  | 12 | 3   | NC  | 1  | 2  | 2  | 4 | 15  | 139  |
| 4    | Andrea Dovizioso  | Ducati | NE | 3   | 6   | 11  | 1   | 5  | 7  | 8  | Rit | 4   | 7  | 13 | 8  | 8 | 6   | 135  |
| 5    | Pol Espargaró     | KTM    | NE | 6   | 7   | Rit | Rit | 3  | 10 | 3  | Rit | 3   | 12 | 4  | 3  | 3 | 4   | 135  |
| Pos. | Pilota            | Moto   |    |     |     |     |     |    |    |    |     |     |    |    |    |   |     | P.ti |

| Legenda                                                                        | 1º posto        | 2º posto        | 3º posto | A punti      | Senza punti        | Grassetto=Pole position Corsivo=Giro più veloce |
| Legenda                                                                        | Gara non valida | Non qualificato | Ritirato | Squalificato | "-" Dato non disp. | Grassetto=Pole position Corsivo=Giro più veloce |
| Fonte dei dati: motogp.com, racingmemo.free.fr, autosport.com, jumpingjack.nl. |                 |                 |          |              |                    |                                                 |

#### Classifica costruttori (prime tre posizioni)
| Pos. | Costruttore | Motocicletta |    |     |   |   |   |   |   |   |   |    |   |   |    |   |    | P.ti      |
| ---- | ----------- | ------------ | -- | --- | - | - | - | - | - | - | - | -- | - | - | -- | - | -- | --------- |
| 1    | Ducati      | Desmosedici  | NE | 3   | 6 | 3 | 1 | 2 | 2 | 8 | 5 | 1  | 7 | 5 | 6  | 2 | 2  | 221       |
| 2    | Yamaha      | YZR-M1       | NE | 1   | 1 | 2 | 5 | 9 | 1 | 1 | 1 | 9  | 4 | 1 | 11 | 1 | 3  | 204 (−50) |
| 3    | Suzuki      | GSX-RR       | NE | Rit | 5 | 4 | 2 | 4 | 3 | 2 | 2 | 11 | 1 | 2 | 1  | 4 | 15 | 202       |

#### Classifica squadre (prime tre posizioni)
| Pos. | Squadra                     | Piloti            |    |     |     |     |     |    |     |     |     |     |    |     |    |     |     | P.ti      |
| ---- | --------------------------- | ----------------- | -- | --- | --- | --- | --- | -- | --- | --- | --- | --- | -- | --- | -- | --- | --- | --------- |
| 1    | Suzuki Ecstar               | Álex Rins         | NE | NP  | 10  | 4   | Rit | 6  | 5   | 12  | 3   | NC  | 1  | 2   | 2  | 4   | 15  | 310       |
| 1    | Suzuki Ecstar               | Joan Mir          | NE | Rit | 5   | Rit | 2   | 4  | 3   | 2   | 2   | 11  | 3  | 3   | 1  | 7   | Rit | 310       |
| 2    | Petronas Yamaha SRT         | Fabio Quartararo  | NE | 1   | 1   | 7   | 8   | 13 | Rit | 4   | 1   | 9   | 18 | 8   | 14 | Rit | 14  | 248 (−37) |
| 2    | Petronas Yamaha SRT         | Franco Morbidelli | NE | 5   | Rit | 2   | Rit | 15 | 1   | 9   | 4   | Rit | 6  | 1   | 11 | 1   | 3   | 248 (−37) |
| 3    | Red Bull KTM Factory Racing | Pol Espargaró     | NE | 6   | 7   | Rit | Rit | 3  | 10  | 3   | Rit | 3   | 12 | 4   | 3  | 3   | 4   | 222       |
| 3    | Red Bull KTM Factory Racing | Brad Binder       | NE | 13  | Rit | 1   | 4   | 8  | 12  | Rit | 11  | 12  | 11 | Rit | 7  | 5   | Rit | 222       |
| Pos. | Squadra                     | Piloti            |    |     |     |     |     |    |     |     |     |     |    |     |    |     |     | P.ti      |

| Legenda                                                                        | 1º posto        | 2º posto        | 3º posto | A punti      | Senza punti        | Grassetto=Pole position Corsivo=Giro più veloce |
| Legenda                                                                        | Gara non valida | Non qualificato | Ritirato | Squalificato | "-" Dato non disp. | Grassetto=Pole position Corsivo=Giro più veloce |
| Fonte dei dati: motogp.com, racingmemo.free.fr, autosport.com, jumpingjack.nl. |                 |                 |          |              |                    |                                                 |

### Moto2
All'ultima prova della classe, ben quattro piloti avevano la possibilità di vincere il mondiale: Enea Bastianini, Sam Lowes, Luca Marini e Marco Bezzecchi. A spuntarla è stato il pilota riminese del team Italtrans, nonostante un risultato peggiore rispetto a quelli dei suoi avversari, ma comunque sufficiente per essere incoronato campione della classe. 
Bastianini, Marini e Lowes detengono anche il maggior numero di vittorie (tre ciascuno), mentre Bezzecchi ne ha vinte due, così come lo spagnolo Jorge Martín del team Red Bull KTM Ajo. Le due restanti vittorie sono state appannaggio di Tetsuta Nagashima e Remy Gardner.
Senza storia il titolo costruttori, con la Kalex che ha vinto tutti i gran premi disputati, mentre il titolo a squadre è stato conquistato dallo SKY Racing Team VR46 grazie ai risultati di Marini e Bezzecchi, secondo e quarto nella classifica finale.

#### Classifica piloti
| Pos. | Pilota          | Moto  |     |     |   |   |     |    |     |     |     |     |     |     |     |    |   | P.ti |
| ---- | --------------- | ----- | --- | --- | - | - | --- | -- | --- | --- | --- | --- | --- | --- | --- | -- | - | ---- |
| 1    | Enea Bastianini | Kalex | 3   | 9   | 1 | 1 | Rit | 10 | 3   | 1   | 6   | 11  | 2   | 3   | 4   | 6  | 5 | 205  |
| 2    | Luca Marini     | Kalex | Rit | 1   | 2 | 4 | 2   | 7  | 1   | 4   | 1   | 17  | Rit | 11  | 6   | 5  | 2 | 196  |
| 3    | Sam Lowes       | Kalex | NP  | 4   | 4 | 2 | 4   | SQ | 8   | 3   | 2   | 1   | 1   | 1   | Rit | 14 | 3 | 196  |
| 4    | Marco Bezzecchi | Kalex | 12  | Rit | 3 | 6 | 6   | 1  | 2   | 2   | 7   | 3   | Rit | Rit | 1   | 3  | 4 | 184  |
| 5    | Jorge Martín    | Kalex | 20  | 3   | 6 | 8 | 1   | 2  | Inf | Inf | Rit | Rit | 3   | 6   | 2   | 1  | 6 | 160  |
| Pos. | Pilota          | Moto  |     |     |   |   |     |    |     |     |     |     |     |     |     |    |   | P.ti |

| Legenda                                                                        | 1º posto        | 2º posto        | 3º posto | A punti      | Senza punti        | Grassetto=Pole position Corsivo=Giro più veloce |
| Legenda                                                                        | Gara non valida | Non qualificato | Ritirato | Squalificato | "-" Dato non disp. | Grassetto=Pole position Corsivo=Giro più veloce |
| Fonte dei dati: motogp.com, racingmemo.free.fr, autosport.com, jumpingjack.nl. |                 |                 |          |              |                    |                                                 |

#### Classifica costruttori (prime tre posizioni)
| Pos. | Costruttore | Motocicletta |    |    |   |     |    |    |    |    |    |    |    |    |    |    |    | P.ti |
| ---- | ----------- | ------------ | -- | -- | - | --- | -- | -- | -- | -- | -- | -- | -- | -- | -- | -- | -- | ---- |
| 1    | Kalex       | Moto2        | 1  | 1  | 1 | 1   | 1  | 1  | 1  | 1  | 1  | 1  | 1  | 1  | 1  | 1  | 1  | 375  |
| 2    | Speed Up    | SF20T        | 6  | 5  | 5 | 7   | 9  | 18 | 7  | 7  | 3  | 7  | 19 | 2  | 10 | 19 | 15 | 118  |
| 3    | MV Agusta   | F2           | 15 | 11 | 9 | Rit | 17 | 14 | 14 | 12 | 15 | 14 | 10 | 15 | 15 | 17 | 19 | 32   |

#### Classifica squadre (prime tre posizioni)
| Pos. | Squadra              | Piloti            |     |     |    |    |     |     |    |    |     |     |     |     |     |    |    | P.ti |
| ---- | -------------------- | ----------------- | --- | --- | -- | -- | --- | --- | -- | -- | --- | --- | --- | --- | --- | -- | -- | ---- |
| 1    | SKY Racing Team VR46 | Luca Marini       | Rit | 1   | 2  | 4  | 2   | 7   | 1  | 4  | 1   | 17  | Rit | 11  | 6   | 5  | 2  | 380  |
| 1    | SKY Racing Team VR46 | Marco Bezzecchi   | 12  | Rit | 3  | 6  | 6   | 1   | 2  | 2  | 7   | 3   | Rit | Rit | 1   | 3  | 4  | 380  |
| 2    | EG 0,0 Marc VDS      | Sam Lowes         | NP  | 4   | 4  | 2  | 4   | SQ  | 8  | 3  | 2   | 1   | 1   | 1   | Rit | 14 | 3  | 267  |
| 2    | EG 0,0 Marc VDS      | Augusto Fernández | Rit | 13  | 13 | 5  | 8   | Rit | 5  | 18 | Rit | 4   | 11  | 8   | NP  | 15 | 8  | 267  |
| 3    | Red Bull KTM Ajo     | Tetsuta Nagashima | 1   | 2   | 11 | 11 | Rit | 4   | 21 | 23 | 12  | 21  | 9   | 14  | 12  | 12 | 14 | 251  |
| 3    | Red Bull KTM Ajo     | Jorge Martín      | 20  | 3   | 6  | 8  | 1   | 2   |    |    | Rit | Rit | 3   | 6   | 2   | 1  | 6  | 251  |
| 3    | Red Bull KTM Ajo     | Mattia Pasini     |     |     |    |    |     |     |    | 16 |     |     |     |     |     |    |    | 251  |
| Pos. | Squadra              | Piloti            |     |     |    |    |     |     |    |    |     |     |     |     |     |    |    | P.ti |

| Legenda                                                                        | 1º posto        | 2º posto        | 3º posto | A punti      | Senza punti        | Grassetto=Pole position Corsivo=Giro più veloce |
| Legenda                                                                        | Gara non valida | Non qualificato | Ritirato | Squalificato | "-" Dato non disp. | Grassetto=Pole position Corsivo=Giro più veloce |
| Fonte dei dati: motogp.com, racingmemo.free.fr, autosport.com, jumpingjack.nl. |                 |                 |          |              |                    |                                                 |

### Moto3
Le tre vittorie nelle prime cinque gare della stagione si rivelano sufficienti allo spagnolo Albert Arenas del team Aspar per vincere il mondiale, nonostante una flessione nella seconda parte di stagione che ha permesso all'italiano Tony Arbolino e al giapponese Ai Ogura di avvicinarsi a lui sensibilmente.
Arenas è stato il pilota più vincente, con 3 affermazioni su 15 prove disputate; oltre a lui ci sono stati altri 9 vincitori, di cui 3 plurimi (Celestino Vietti, Jaume Masiá e Raúl Fernández, tutti e 3 con 2 vittorie ciascuno). A vincere una sola gara sono stati Tatsuki Suzuki, Dennis Foggia, John McPhee, Romano Fenati, Darryn Binder e Arbolino.
Nonostante il vincitore del mondiale guidasse una KTM, a vincere il mondiale costruttori è stata la Honda, per via di una maggiore presenza sul podio. Il team Leopard, su Honda, vince la classifica a squadre. 

#### Classifica piloti (prime 5 posizioni)
| Pos. | Pilota           | Moto  |    |   |     |    |   |   |     |    |     |   |    |    |    |    |    | P.ti |
| ---- | ---------------- | ----- | -- | - | --- | -- | - | - | --- | -- | --- | - | -- | -- | -- | -- | -- | ---- |
| 1    | Albert Arenas    | KTM   | 1  | 1 | Rit | 2  | 1 | 5 | Rit | 4  | Rit | 3 | 7  | 4  | SQ | 4  | 12 | 174  |
| 2    | Tony Arbolino    | Honda | 15 | 3 | 10  | 8  | 7 | 2 | 6   | 12 | 2   | 2 |    | 10 | 4  | 1  | 5  | 170  |
| 3    | Ai Ogura         | Honda | 3  | 2 | Rit | 3  | 4 | 3 | 2   | 3  | 11  | 9 | 14 | 9  | 3  | 8  | 8  | 170  |
| 4    | Raúl Fernández   | KTM   | 10 | 6 | 6   | 6  | 9 | 8 | Rit | 6  | 13  | 7 | 3  | 12 | 1  | 3  | 1  | 159  |
| 5    | Celestino Vietti | KTM   | 28 | 5 | 3   | 13 | 5 | 1 | Rit | 2  | 8   | 1 | 9  | 5  | 23 | 24 | 7  | 146  |
| Pos. | Pilota           | Moto  |    |   |     |    |   |   |     |    |     |   |    |    |    |    |    | P.ti |

| Legenda                                                                        | 1º posto        | 2º posto        | 3º posto | A punti      | Senza punti        | Grassetto=Pole position Corsivo=Giro più veloce |
| Legenda                                                                        | Gara non valida | Non qualificato | Ritirato | Squalificato | "-" Dato non disp. | Grassetto=Pole position Corsivo=Giro più veloce |
| Fonte dei dati: motogp.com, racingmemo.free.fr, autosport.com, jumpingjack.nl. |                 |                 |          |              |                    |                                                 |

#### Classifica costruttori
| Pos. | Costruttore | Motocicletta |    |    |    |   |    |    |    |   |   |     |   |    |    |    |    | P.ti |
| ---- | ----------- | ------------ | -- | -- | -- | - | -- | -- | -- | - | - | --- | - | -- | -- | -- | -- | ---- |
| 1    | Honda       | NSF250R      | 2  | 2  | 1  | 1 | 2  | 2  | 1  | 3 | 2 | 2   | 1 | 1  | 2  | 1  | 2  | 326  |
| 2    | KTM         | RC 250 GP    | 1  | 1  | 3  | 2 | 1  | 1  | 10 | 2 | 1 | 1   | 2 | 2  | 1  | 3  | 1  | 318  |
| 3    | Husqvarna   | FR 250       | 13 | 13 | 12 | 9 | 17 | 17 | 8  | 1 | 5 | Rit | 4 | 11 | 13 | 12 | 20 | 86   |

#### Classifica squadre (prime tre posizioni)
| Pos. | Squadra              | Piloti           |    |     |     |     |    |    |     |     |     |    |     |    |     |    |     | P.ti |
| ---- | -------------------- | ---------------- | -- | --- | --- | --- | -- | -- | --- | --- | --- | -- | --- | -- | --- | -- | --- | ---- |
| 1    | Leopard Racing       | Jaume Masiá      | 4  | 10  | Rit | Rit | 2  | 14 | 7   | 5   | 7   | 4  | 1   | 1  | Rit | 9  | Rit | 229  |
| 1    | Leopard Racing       | Dennis Foggia    | 9  | Rit | Rit | 1   | 21 | 11 | 9   | Rit | 3   | 13 | 10  | 16 | Rit | 16 | 2   | 229  |
| 2    | Aspar Team           | Albert Arenas    | 1  | 1   | Rit | 2   | 1  | 5  | Rit | 4   | Rit | 3  | 7   | 4  | SQ  | 4  | 12  | 212  |
| 2    | Aspar Team           | Stefano Nepa     | 22 | 12  | 14  | 10  | 15 | 9  | 14  | 15  | 14  | 15 | 23  | 20 | 7   | 13 | 19  | 212  |
| 3    | SKY Racing Team VR46 | Celestino Vietti | 28 | 5   | 3   | 13  | 5  | 1  | Rit | 2   | 8   | 1  | 9   | 5  | 23  | 24 | 7   | 206  |
| 3    | SKY Racing Team VR46 | Andrea Migno     | 16 | 4   | 22  | 14  | 12 | 13 | 10  | 8   | Rit | 5  | Rit | 18 | 12  | 7  | 21  | 206  |
| Pos. | Squadra              | Piloti           |    |     |     |     |    |    |     |     |     |    |     |    |     |    |     | P.ti |

| Legenda                                                                        | 1º posto        | 2º posto        | 3º posto | A punti      | Senza punti        | Grassetto=Pole position Corsivo=Giro più veloce |
| Legenda                                                                        | Gara non valida | Non qualificato | Ritirato | Squalificato | "-" Dato non disp. | Grassetto=Pole position Corsivo=Giro più veloce |
| Fonte dei dati: motogp.com, racingmemo.free.fr, autosport.com, jumpingjack.nl. |                 |                 |          |              |                    |                                                 |

### MotoE
La coppa del mondo di MotoE, come nell'edizione precedente, si disputa con un calendario molto breveː solo cinque Gran Premi di cui tre con gara singola e gli ultimi due con due prove per un totale di sette eventi. Jordi Torres, che vince solo gara uno a Le Mans, conquista il titolo grazie alla costanza di risultatiː ottiene punti in tutte le prove previste. Secondo e terzo si classificano il campione uscente Matteo Ferrari e Dominique Aegerter, entrambi vincitori di due gare in stagione.

#### Classifica piloti (prime 5 posizioni)
| Pos. | Pilota             |    |     |   |     |    |     |    | P.ti |
| ---- | ------------------ | -- | --- | - | --- | -- | --- | -- | ---- |
| 1    | Jordi Torres       | 6  | 2   | 4 | 2   | 3  | 1   | 6  | 114  |
| 2    | Matteo Ferrari     | 2  | Rit | 1 | 3   | 1  | Rit | 5  | 97   |
| 3    | Dominique Aegerter | 3  | 1   | 3 | 1   | 16 | 14  | 4  | 97   |
| 4    | Mike Di Meglio     | 10 | 7   | 6 | Rit | 6  | 2   | 2  | 75   |
| 5    | Mattia Casadei     | 5  | 3   | 5 | 4   | 2  | Rit | 13 | 74   |
| Pos. | Pilota             |    |     |   |     |    |     |    | P.ti |

| Legenda | 1º posto        | 2º posto            | 3º posto           | A punti      | Senza punti        | Grassetto – Pole position Corsivo – Giro più veloce |
| Legenda | Gara non valida | Non qual./Non part. | Ritirato/Non class | Squalificato | '-' Dato non disp. | Grassetto – Pole position Corsivo – Giro più veloce |